# Katie Couric
Katherine Anne "Katie" Couric, född 7 januari 1957 i Arlington i Virginia (i Washingtons storstadsområde), är en journalist, nyhetsankare och programledare. Couric har arbetat på samtliga av de tre stora landstäckande tv-kanalernas nyhetsavdelningar: NBC från 1989 till 2006, CBS från 2006 till 2011 och ABC från 2011 till 2014.

## Biografi
Katie Couric var 2009 världens bäst betalda nyhetsankare, en plats hon delade med sin forna kollega Matt Lauer på NBC. Couric ledde under femton år morgon- och förmiddagsprogrammet Today Show på NBC som var först i världen i sin genre. Under de sista tio åren var Matt Lauer hennes manliga kollega. Programmet var under Courics tid, och är fortfarande, det mest sedda morgonprogrammet på amerikansk TV.
Couric lämnade NBC i maj 2006 för att gå till konkurrenten CBS och deras CBS Evening News för en rekordhög årslön på 15 miljoner dollar. Katie Couric blev på CBS den första kvinnan som ensam leder ett av de tre stora nätverkens dagliga nyhetsprogram. Hon var där en av reportrarna i CBS 60 Minutes fram till 2011.
Couric har även lånat ut sin röst till Katie Current i den animerade filmen Hajar som hajar (2004) och har en liten biroll i Austin Powers in Goldmember (2002).